# Stazione di Hirono (Hyōgo)
La Stazione di Hirono (新三田駅?, Hirono-eki) è una stazione ferroviaria situata nella città di Sanda della prefettura di Hyōgo in Giappone sulla linea Fukuchiyama e servita dal servizio JR Takarazuka della JR West.

## Servizi ferroviari
West Japan Railway Company
■ Linea JR Takarazuka

## Struttura
La stazione è dotata di due marciapiedi, uno a isola e uno laterale per tre binari totali. In media circolano circa 2 treni all'ora per tutto il giorno, con rinforzi durante le fasce pendolari.
| 3   | ■ Linea JR Takarazuka | per Sasayamaguchi e Fukuchiyama                |
| 2-3 | ■ Linea JR Takarazuka | per Takarazuka, Amagasaki, Osaka e Kitashinchi |

## Stazioni adiacenti
| «                   | Servizio            | »                   |
| Linea JR Takarazuka | Linea JR Takarazuka | Linea JR Takarazuka |
| ------------------- | ------------------- | ------------------- |
| Shin-Sanda          | Tutti i treni       | Aino                |